# Trinidad and Tobago Guardian
Trinidad and Tobago Guardian (împreună cu Sunday Guardian) este cel mai vechi cotidian din Trinidad și Tobago. Prima sa ediție a fost publicată duminică, 2 septembrie 1917. Ziarul, acum deținut și publicat de Guardian Media Limited, a început ca o foaie de informare, dar în noiembrie 2002 s-a schimbat în format tabloid, cunoscut sub numele de „G-Guardian”. În iunie 2008, ziarul s-a transformat într-un tabloid de dimensiuni mai mici. Biroul principal al ziarului se află pe St. Vincent Street, Port of Spain, cu o filială situată pe Chancery Lane, San Fernando. Sediul central este situat pe Rodney Road la numerele 4-10 din Chaguanas. La 2 septembrie 2017, Trinidad and Tobago Guardian a sărbătorit cea de a 100-a aniversare. La scurt timp, la 11 septembrie 2017, compania a lansat o nouă paginație.